# Hippotragus leucophaeus
Hippotrague bleu
Espèce
Statut de conservation UICN

 EX  : Éteint
L'hippotrague bleu (Hippotragus leucophaeus) est une espèce de mammifères herbivores de la famille des bovidés (sous-famille des hippotraginae). L'espèce n'était présente que sur la côte sud de l'Afrique du Sud et a disparu durant le XVIIIe siècle par la chasse des colons européens. Il ne reste que quatre spécimens empaillés de l'hippotrague bleu, un dans les muséums de Paris, Stockholm, Vienne et Leyde,. Il fut parmi les premiers grands mammifères à être naturalisés au Jardin du roi avant la création du Muséum national d'histoire naturelle. À ce jour, il reste le plus ancien grand spécimen naturalisé connu appartenant à ce musée. Stephen Jay Gould écrit :  « À peine découverte en 1719, et décrite en 1766, la dernière Hippotragus leucophaeus a été tuée par un chasseur boer en 1799 »,.

## Description
- Longueur : 2,5 à 3 m (mâle) ; 2,3 à 2,8 m (femelle)
- Hauteur au garrot : 1 à 1,2 m
- Longueur du crâne : 39,6 cm
- Taille des cornes : 50 à 61 cm
- Poids : 160 kg